# 李瑞春
李瑞春（？—？），號皥如，四川夔州府奉节县人。明朝政治人物。

## 生平
书一房，己亥三月十四日生。天啓元年（1621年）辛酉科陕四川鄉試第二十八名舉人，二年（1622年）壬戌科会试三百八十五名，三甲三百五名進士。都察院观政，未仕。